# Böckel
Böckel ist ein Einzel-Hof in Hückeswagen im Oberbergischen Kreis im Regierungsbezirk Köln in Nordrhein-Westfalen (Deutschland).

## Lage und Beschreibung
Böckel liegt im nördlichen Hückeswagen östlich der Kreisstraße K11. Nachbarorte sind Wüste, Frohnhausen, Pixberg, Hummeltenberg, Pixbergermühle, Kormannshausen und Bergerhof.

## Geschichte
1490 wurde der Ort in Kirchenrechnungen das erste Mal urkundlich erwähnt. Schreibweise der Erstnennung: Bokel. Die Karte Topographia Ducatus Montani aus dem Jahre 1715 zeigt den Hof als Böckel. Im 18. Jahrhundert gehörte der Ort zum bergischen Amt Bornefeld-Hückeswagen.
1815/16 lebten 14 Einwohner im Ort. 1832 gehörte Böckel der Herdingsfelder Honschaft an, die ein Teil der Hückeswagener Außenbürgerschaft innerhalb der Bürgermeisterei Hückeswagen war. Der laut der Statistik und Topographie des Regierungsbezirks Düsseldorf als Weiler kategorisierte Ort besaß zu dieser Zeit ein Wohnhaus und drei landwirtschaftliche Gebäude. Zu dieser Zeit lebten neun Einwohner im Ort, allesamt evangelischen Glaubens.
Im Gemeindelexikon für die Provinz Rheinland werden 1885 zwei Wohnhäuser mit elf Einwohnern angegeben. Der Ort gehörte zu dieser Zeit zur Landgemeinde Neuhückeswagen innerhalb des Kreises Lennep. 1895 besaß der Ort ein Wohnhaus mit sechs Einwohnern, 1905 zwei Wohnhäuser und 13 Einwohner.

## Wander- und Radwege
Folgende Wanderwege führen durch den Ort bzw. östlich vorbei:
- Der Hückeswagener Rundweg ◯
- Der Ortsrundwanderweg A2 (Frohnhauser Bachtal)